# Mesochria cinctipes
Espèce
Mesochria cinctipes est une espèce de diptères nématocères de la famille des Anisopodidae.